# Julio Alcaide Inchausti
Julio Alcaide Inchausti   (Cadis, 18 de gener de 1921 - Madrid, 7 d'octubre de 2013) va ser un estadístic, economista i professor, considerat per molts pare de l'estadística moderna espanyola.

## Biografia
Encara que gadità de naixement, va passar la seva infància en la localitat cordovesa d'Hinojosa del Duque, on van néixer tots els seus germans. Graduat com a intendent mercantil en Madrid, aviat es va incorporar als incipients serveis estadístics de l'administració, a través del creat pel Sindicat Vertical. En aquests primers anys va participar activament en l'elaboració dels primers suports per fer estudis analítics i treball en l'elaboració de la primera estructura de la comptabilitat nacional. A mitjan dècada de 1960, va abandonar l'àmbit públic per incorporar-se al servei d'estudis del Banco de Bilbao (després Banco Bilbao Vizcaya i Fundació BBVA), el primer a Espanya que va començar a oferir dades estadístiques sobre renda nacional i distribució territorial de la mateixa, treballs que durant els successius anys fins a ben avançada la dècada de 1980 van ser referència per al coneixement de l'evolució de l'economia espanyola. La seva vinculació amb l'entitat financera va durar fins a mitjans dels anys 1990.
De la mà d'Enrique Fuentes Quintana, es va incorporar a treballar en la fundació que agrupava a les caixes d'estalvis. Més tard, en la Transició democràtica, quan Fuentes Quintana va ser nomenat per a vicepresident del Govern i ministre d'Economia i Hisenda, Alcaide el va seguir com a director general de Planificació (1977-1978), anys en els quals es forja la més notable reforma del sistema tributari espanyol contemporani amb l'aparició de l'impost sobre la renda de les persones físiques. En 1995 es va incorporar al Grup d'Experts de Previsió Econòmica (GEPE), format per assessorar al ministeri d'Economia en l'elaboració dels pressupostos generals de l'Estat. La seva filla Carmen Alcaide Guindo va ser presidenta de l'Institut Nacional d'Estadística de 2000 a 2008, durant l'últim mandat com a president del govern espanyol de José María Aznar i el primer de José Luis Rodríguez Zapatero.
En 1991 fou guardonat amb el Premi Rei Jaume I d'Economia junt amb el catedràtic Antoni Espasa Terrades i en 2010 amb el Premi «Bernardo y Antonio de Ulloa» a la Innovació i Recerca Econòmica de l'Escola Andalusa d'Economia. Estava en possessió de la Medalla d'Andalusia i tenia el títol de Fill Predilecte de Cadis. Va ser membre de l'Alt Consell Consultiu en Recerca, Desenvolupament i Innovació de la Presidència de la Generalitat Valenciana.

## Obres
Va ser autor de nombrosos article en publicacions especialitzades —en especial a Papeles de Economía Española i Cuadernos de Información Económica— i va col·laborar en diferents obres col·lectives. D'entre els seus llibres, destaquen:
- Alcaide Inchausti, Julio; Fuentes Quintana, Enrique De peores hemos salido: una aproximación a nuestra historia económica más reciente.  Madrid: Mercado, 1993. ISBN 84-604-6390-7.
- —; Cuervo García, Álvaro; Cuadrado Roura, Juan R. Asturias: de una economía de transferencias a una economía productivaInstituto de Estudios Económicos. ISBN 84-88533-39-X.
- —. Fundación BBVA. Evolución económica de las regiones y provincias españolas en el siglo XX, 2003. ISBN 84-95163-81-0.